# Макаров, Николай Георгиевич
Николай Георгиевич Макаров (англ. Nikolai G. Makarov; род. январь 1955) — советский и американский математик. Заслуженный профессор математики (Richard Merkin Distinguished Professor of Mathematics) Калифорнийского технологического института. Доктор физико-математических наук. Лауреат премий Салема и Рольфа Шока.

## Биография
Окончил математико-механический факультет ЛГУ (1977) и до 1991 года работал в Ленинградском отделении Математического института имени В. А. Стеклова АН СССР. В 1982 году под научным руководством Николая Капитоновича Никольского защитил диссертацию на соискание учёной степени кандидата физико-математических наук на тему «I-инвариантные подпространства в задачах теории операторов и теории функций». В 1986 году защитил докторскую диссертацию на тему «Метрические свойства гармонической меры и граничное искажение при конформных отображениях».
Приглашенный докладчик (Invited Lecture) на Международном конгрессе математиков в Беркли (1986).
С 1991 года профессор Калифорнийского технологического института.

## Награды
- 1986 — Премия Салема
- 2020 — Премия Рольфа Шока — за значительный вклад в комплексный анализ и его приложения к математической физике[6].